# Ophiomyia quinta
Ophiomyia quinta är en tvåvingeart som beskrevs av Spencer 1969. Ophiomyia quinta ingår i släktet Ophiomyia och familjen minerarflugor. Inga underarter finns listade i Catalogue of Life.